# Katzenberg (Fränkische Alb)
Der Katzenberg ist ein 558,5 m ü. NHN hoher Berg der Fränkischen Alb bei Kälberberg im oberfränkischen Landkreis Bamberg im Norden Bayerns.

## Geographische Lage
Der Katzenberg erhebt sich im Nordwesten des Naturparks Fränkische Schweiz-Veldensteiner Forst am Westrand der Fränkischen Schweiz – knapp 13 km südöstlich von Bamberg. Sein Gipfel liegt im gemeindefreien Gebiet Eichwald, das sich zwischen den Gemeindegebieten von Strullendorf im Norden, Buttenheim im Südosten und Hirschaid im Südwesten ausbreitet. Er liegt 2 km südsüdwestlich von Zeegendorf, 2 km südsüdöstlich von Mistendorf, 2,7 km südöstlich von Leesten und 3,5 km östlich von Wernsdorf, die alle zu Strullendorf gehören, 2,4 km nordöstlich von Friesen, einem Ortsteil von Hirschaid, sowie 700 m nördlich von Kälberberg und 1,6 km westnordwestlich von Tiefenhöchstadt, die zu Buttenheim zählen.
Der Katzenberg fällt nach Norden in das Tal des Regnitz-Zuflusses Zeegenbach (Ziegenbach) mit den Ortschaften Leesten, Misten- und Zeegendorf ab; jenseits davon erhebt sich als höchster Berg im Landkreis Bamberg der Geisberg (ca. 585 m). Nach Nordosten leitet er zur Köppishöhe (552,9 m) über, nach Süden zum Wachknock (ca. 558 m) mit dem südöstlich davon gelegenen Knoppelts (555,3 m) und nach Südwesten über den Quellbereich des Zeegenbach-Zuflusses Eichbach zur Friesener Warte (561,7 m).

## Schutzgebiete
Auf dem Katzenberg liegen Teile des Landschaftsschutzgebiets Fränkische Schweiz-Veldensteiner Forst im Regierungsbezirk Oberfranken (CDDA-Nr. 396107; 2001; 1004,2418 km² groß) und des Fauna-Flora-Habitat-Gebiets Albtrauf von der Friesener Warte zur Langen Meile (FFH-Nr. 6132-371; 18,8641 km²).